# Zentrale Ausgleichsstelle

Logo («Corporate Design Bund»)

Die Zentrale Ausgleichsstelle (ZAS), mit Sitz in Genf, ist das zentrale Vollzugsorgan des Bundes im Bereich der Sozialversicherungen der 1. Säule, welche die Alters- und Hinterlassenenversicherung (AHV), die Invalidenversicherung (IV) und die Erwerbsersatzordnung (EO) umfasst. Sie ist als Hauptabteilung der Eidgenössischen Finanzverwaltung (EFV) angegliedert. Es sind ihr die folgenden Abteilungen angeschlossen:

## Die Schweizerische Ausgleichskasse SAK
Die Schweizerische Ausgleichskasse SAK ist im Rahmen der AHV für alle Personen zuständig, die nicht mehr ihren Wohnsitz in der Schweiz haben. Sie bearbeitet die AHV-Leistungsanträge aus dem Ausland und zahlt unter Anwendung der internationalen Sozialversicherungsabkommen sowie der bilateralen Verträge zwischen der Schweiz und der EU die vorgesehenen Leistungen aus und verwaltet diese. Unter gewissen Bedingungen können sich zudem Schweizer oder EU-/EFTA-Staatsbürger, die sich in Ländern ausserhalb des europäischen Binnenmarktes niederlassen, freiwillig weiter versichern. Die SAK prüft die Beitrittserklärungen zur freiwilligen AHV/IV, legt die zu entrichtenden Beiträge fest und fordert sie ein. Als weitere grundlegende Aufgabe erteilt die SAK allen Versicherten, die im Ausland wohnen oder beabsichtigen die Schweiz zu verlassen, Auskunft über ihre Rechte gegenüber der AHV.
Schweizer Staatsbürger behalten nach einer Ausreise ins Ausland ihren Anspruch auf eine monatliche Rentenleistung im Rentenalter. Der AHV-Anspruch von ausländischen Staatsbürgern, die nicht mehr in der Schweiz wohnen, hängt davon ab, ob ein Abkommen zwischen der Schweiz und dem Heimatland der Person besteht. Neben monatlichen Renten sehen gewisse bilaterale Sozialversicherungsabkommen für Versicherte unter Umständen einmalige Kapitalabfindungen an Stelle von monatlichen Rentenleistungen vor. Darüber hinaus gewährt die SAK für Personen aus Nichtvertragsstaaten gemäss entsprechenden Bedingungen Rückvergütungen der einbezahlten AHV-Beiträge.
Ende 2018 zahlte die SAK 913'857 Renten ins Ausland aus, was in Bezug zu den gut 2,6 Millionen laufenden AHV-Renten im In- und Ausland 35 % ausmachte. Somit ist sie jene Ausgleichskasse in der Schweiz, die am meisten Renten ausrichtet. Bei einer grossen Anzahl dieser Renten handelt es sich aber um Teilrenten und nicht um Vollrenten, da viele Versicherten mit Wohnsitz im Ausland keine maximale Versicherungsdauer in der Schweiz aufweisen.

## Die IV-Stelle für Versicherte mit Wohnsitz im Ausland IVSTA
Analog den von der SAK im Bereich der AHV ausgeführten Aufgaben prüft die IV-Stelle für Versicherte mit Wohnsitz im Ausland IVSTA Anträge auf Invalidenrenten und zahlt die hierfür im Gesetz vorgesehenen IV-Leistungen aus, unter Anwendung der internationalen Abkommen über soziale Sicherheit.
Die IVSTA verwaltete per 31. Dezember 2018 insgesamt 40'482 IV-Renten, die an im Ausland lebende Berechtigte überwiesen wurden, während die kantonalen IV-Stellen 276'126 Renten an in der Schweiz wohnhafte Leistungsbezüger auszahlten.

## Die Eidgenössische Ausgleichskasse EAK

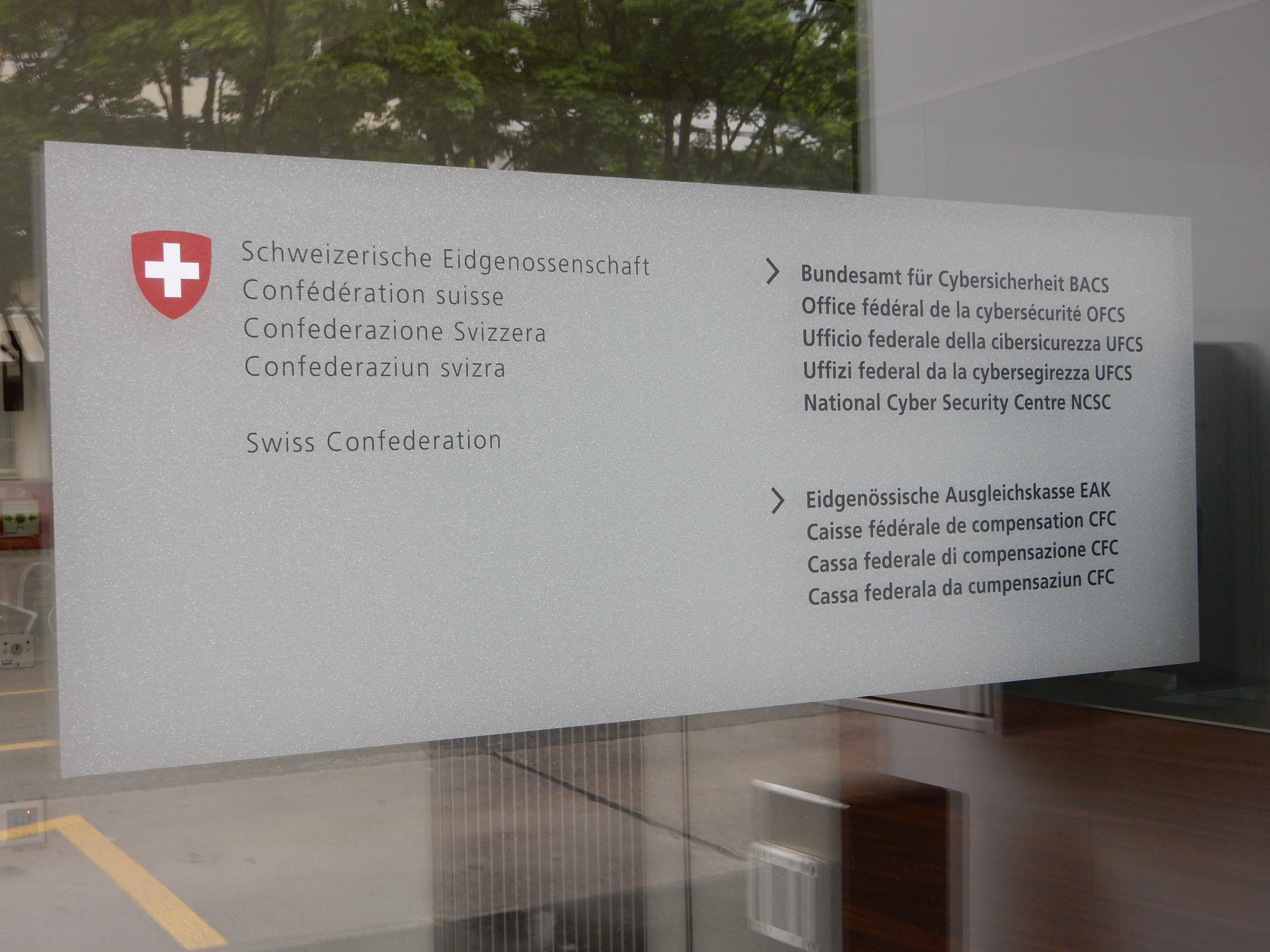
Unten die Anschrift der Eidgenössischen Ausgleichskasse in Bern

Die Eidgenössische Ausgleichskasse EAK ist für die Anwendung der Leistungen der 1. Säule für die Angestellten der Eidgenössischen Verwaltung und der zahlreichen dem Bund angegliederten Organisationen verantwortlich. Somit betreut die EAK rund 230 Arbeitgeber mit 200'000 Versicherten, die ihr ihre AHV/IV/EO-Beiträge überweisen. Außerdem führt die EAK eine Familienausgleichskasse und richtet Familienzulagen aus. Während sich die anderen Abteilungen der ZAS in Genf befinden, ist der Sitz der EAK in Bern.

## Finanzen und Zentralregister FZR
Die Abteilung Finanzen und Zentralregister FZR führt all jene Tätigkeiten durch, die im dezentralisierten System der AHV/IV und der Erwerbsersatzordnung zentral wahrgenommen werden müssen. Dies sind in erster Linie:
- Führung der zentralen Buchhaltung
- Überwachung des Abrechnungsverkehrs mit den Ausgleichskassen
- Führung der Zentralregister
- Zuweisung und Übermittlung der Versichertennummer (AHVN13) sowie Hilfe bei ihrer Verwaltung für systematische Nutzer ausserhalb der AHV/IV
- Erstellung der statistischen Daten der 1. Säule der Sozialversicherungen

Die FZR führt darüber hinaus die Buchhaltung der SAK, kontrolliert für die ganze ZAS das Budget und ist zuständig für deren Beschaffungsmanagement.

## Internationales und Logistik IL
Die Tätigkeiten der Abteilung Internationales und Logistik IL dienen insbesondere dazu, die anderen Abteilungen in ihren Aufgaben zu unterstützen. Die IL koordiniert unter anderem zwischen der Schweiz und dem Ausland die Verwaltung der Sozialversicherungen der 1. Säule und ist zuständig für die Bearbeitung der Ein- und Ausgangspost der ZAS.

## Personalbestand ab 2007
| Jahr | Vollzeitstellen |
| ---- | --------------- |
| 2007 | 559             |
| 2008 | 566             |
| 2009 | 602             |
| 2010 | 623             |
| 2011 | 648             |
| 2012 | 699             |
| 2013 | 726             |
| 2014 | 755             |
| 2015 | 764             |
| 2016 | 751             |
| 2017 | 741             |
| 2018 | 740             |
| 2019 | 712             |
| 2020 | 755             |
| 2021 | 780             |
| 2022 | 786             |
| 2023 | 786             |
| 2024 | 780             |

## Weblink
- Die Zentrale Ausgleichsstelle ZAS